# Кондратьевский сельский совет
Кондратьевский сельский совет (укр. Кіндратівська сільська рада, крымскотат. Aqsürü Qoñrat köy şurası) — согласно законодательству Украины — административно-территориальная единица в Джанкойском районе Автономной Республики Крым, расположенная в восточной части Джанкойского района, в степной зоне полуострова. Население по переписи 2001 года — 1823 человека.
К 2014 году в состав сельсовета входило 4 села:
- Кондратьево
- Дорожное
- Рубиновка
- Советское

## История
Сельский совет образован в 1978 году, выделившись из состава Рощинского. С 12 февраля 1991 года сельсовет в восстановленной Крымской АССР, 26 февраля 1992 года переименованной в Автономную Республику Крым. С 21 марта 2014 года в составе Крыма аннексирован Россией. Законом «Об установлении границ муниципальных образований и статусе муниципальных образований в Республике Крым» от 4 июня 2014 года территория административной единицы была объявлена муниципальным образованием со статусом сельского поселения.